# 三士山

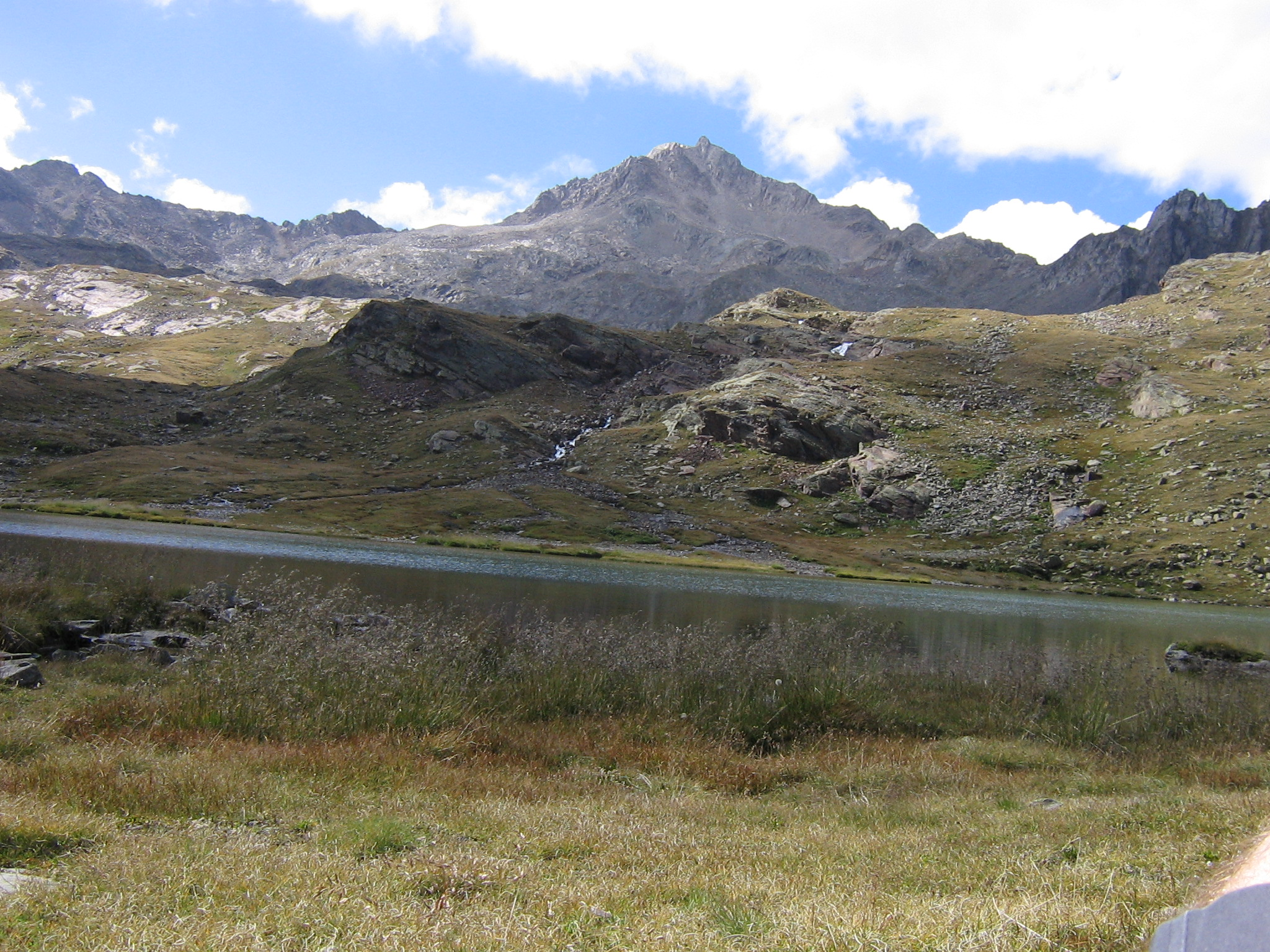

三士山（義大利語：Corno dei Tre Signori）是意大利的山峰，位於該國北部，屬於奥特莱斯山的一部分，河拔高度3,360米，人類首次在1876年8月11日首次登頂。
46°21′N 10°31′E / 46.350°N 10.517°E